# José Wilkins Giordano
José Wilkins Giordano (29 de julio de 1977) es un deportista uruguayo que compitió en taekwondo. Ganó una medalla de bronce en el Campeonato Panamericano de Taekwondo de 2006 en la categoría de –78 kg.

## Palmarés internacional
| Campeonato Panamericano | Campeonato Panamericano  | Campeonato Panamericano | Campeonato Panamericano |
| Año                     | Lugar                    | Medalla                 | Categoría               |
| ----------------------- | ------------------------ | ----------------------- | ----------------------- |
| 2006                    | Buenos Aires (Argentina) | Medalla de bronce       | –78 kg                  |